# Deathstalker and the Warriors from Hell
Deathstalker and the Warriors from Hell (ook bekend als Deathstalker III) is een Amerikaanse film uit 1988. Het is de derde film uit de Deathstalker-reeks. De film werd geregisseerd door Alfonso Corona.

## Verhaal
De film begint op een middeleeuws festival waar Deathstalker en de tovenaar Nicias ook aanwezig zijn. De twee reizen het hele land door en verdienen in elke stad geld door Nicias’ toekomstvoorspellingen. Op het feest is ook een gemaskerde vrouw, die niemand minder dan prinses Carissa blijkt te zijn. Ze heeft een magische steen bij zich, en hoopt dat Nicias de andere steen heeft. Tezamen kunnen de stenen de lang verloren stad Arandor weer doen herrijzen. Nicias heeft de steen echter niet, maar weet wel dat deze zich in Southland bevindt. Dit land wordt geregeerd door de kwaadaardige tovenaar Troxartes.
Het feest wordt verstoord door Troxartes’ handlanger Makut en zijn soldaten. Nicias teleporteert weg en Deathstalker brengt de prinses in veiligheid. Desondanks wordt ze later gedood door een paar soldaten, maar voor ze sterft geeft ze de steen door aan Deathstalker. Hij reist af naar Southland, waar hij de tweelingzus van Carissa ontmoet; Elizena. Zij is naar Southland gestuurd om met Troxartes te trouwen. Makut, die nu op zoek is naar Deathstalker, dwingt Deathstalker een ondoordringbare vallei in te vluchten. Daar wordt hij gevonden door twee wilde vrouwen; Marinda en haar moeder. Wanneer Troxartes hoort dat hij nu met Deathstalker te maken heeft, roept hij al zijn dode handlangers op om de “legende” te vangen.
Elizena’s bewakers worden gedood door Makut. Elizena zelf wordt door Troxartes meegenomen naar zijn kasteel. Deathstalker infiltreert in het kasteel, maar wordt door Troxartes betrapt. Hij ontneemt Deathstalker de steen, maar Deathstalker zelf kan ontsnappen. Al snel ontdekt Troxartes dat de twee stenen samen niet het gewenste effect opleveren: er is blijkbaar nog een derde steen nodig. Nicias teleporteert het kasteel in, en wordt meteen gevangen door Troxartes.
Deathstalker, die het kasteel heeft kunnen verlaten, vindt Marinda en wordt aangevallen door een paar ondode krijgers. Deathstalker maakt echter een deal met de ondoden: hij zal hun zielen, die nu in bezit zijn van Troxartes, bevrijden zodat ze hem niet langer hoeven te gehoorzamen. In ruil daarvoor moeten ze hem helpen Troxartes te verslaan. In het kasteel ontdekt Elizena dat Troxartes haar enkel in leven houdt tot de derde steen is gevonden. Daarom leidt ze Deathstalker naar de gevangen Nicias. De derde steen blijkt al die tijd gewoon in het kasteel te zijn.
Deathstalker bevrijdt de zielen van de ondoden, waarna deze zich tegen Troxartes keren. Makut komt om in de strijd, maar Troxartes doodt Mirinda. In een laatste duel doodt Deathstalker Troxartes. De drie stenen worden herenigd, en de stad Arandor herrijst. Daarmee komt er eindelijk vrede in het land.

## Rolverdeling
| Acteur               | Personage         | Opmerkingen             |
| -------------------- | ----------------- | ----------------------- |
| John Allen Nelson    | Deathstalker      |                         |
| Carla Herd           | Carissa / Elizena |                         |
| Terri Treas          | Camisarde         |                         |
| Thom Christopher     | Troxartas         |                         |
| Aarón Hernán         | Nicias            | als Aaron Hernan        |
| Roger Cudney         | Inaros            |                         |
| Agustín Salvat       | Makut             |                         |
| Claudia Inchaurregui | Marinda           |                         |
| Mario Iván Martínez  | Preacher          | als Mario Ivan Martinez |
| Carlos Romano        | Gragas            |                         |
| Erika Carlsson       | Khorsa            | als Erica Carlsson      |

## Achtergrond
Deathstalker and the Warriors from Hell is tot nu toe de enige Deathstalker film die nooit op DVD is uitgebracht. Tevens was het de enige Deathstalker-film die geen beeldmateriaal uit een eerdere Deathstalker-film hergebruikte.
De film werd bespot in het zevende seizoen van de serie Mystery Science Theater 3000.